# Щербово (Орловская область)
Щербово — село в Болховском районе Орловской области России. Входит в состав Михнёвского сельского поселения.

## География
Село находится в северной части Орловской области, в лесостепной зоне, в пределах центральной части Среднерусской возвышенности, на левом берегу реки Машок, на расстоянии примерно 8 километров (по прямой) к северо-востоку от города Болхова, административного центра района. Абсолютная высота — 155 метров над уровнем моря.
Часовой пояс
Село Щербово, как и вся Орловская область, находится в часовой зоне МСК (московское время). Смещение применяемого времени относительно UTC составляет +3:00.

## Население
| 2010 |
| ---- |
| 13   |

Половой состав
По данным Всероссийской переписи населения 2010 года в гендерной структуре населения мужчины составляли 46,2 %, женщины — соответственно 53,8 %.
Национальный состав
Согласно результатам переписи 2002 года, в национальной структуре населения русские составляли 96 % из 24 чел.

## Улицы
Уличная сеть села состоит из одной улицы (ул. Сосновая).